# Élections législatives de 1877 dans la Meuse
Les élections législatives de 1877 ont eu lieu les 14 et 28 octobre.

## Contexte
Après la crise du 16 mai 1877, le gouvernement de Broglie procède à des mutations des préfets et sous-préfets dès le 18 mai. Louis Grangier de La Marinière est remplacé par le baron Maximilien de Reinach-Werth. Le sous-préfet de Commercy, Henri Lozé est remplacé par Armand du Bois de Tilleul, celui de Verdun, Louis Gilbert le Guay par Eugène Arsène Rambourgt, celui de Montmédy, Auguste Léon Purnot par Lasmatres puis en juillet par Hippolyte Claude Maillard

## Élus
|   | Circonscription | Député élu            |  | Groupe parlementaire |
| - | --------------- | --------------------- |  | -------------------- |
| 1 | Bar-le-Duc      | Auguste Grandpierre   |  | Centre gauche        |
| 2 | Commercy        | Henri Liouville       |  | Union républicaine   |
| 3 | Montmédy        | Eugène Billy          |  | Union républicaine   |
| 4 | Verdun          | François de Klopstein |  | Orléaniste           |

## Résultats à l'échelle du département
| Partis         | Partis                     | Premier tour | Premier tour | Sièges |
| Partis         | Partis                     | Voix         | %            | Sièges |
| -------------- | -------------------------- | ------------ | ------------ | ------ |
|                | Orléanistes                | 25 802       | 36,25        | 1      |
|                | Républicains modérés       | 25 639       | 36,02        | 2      |
|                | Républicains conservateurs | 11 104       | 15,60        | 1      |
|                | Légitimistes               | 8 484        | 11,92        | 0      |
|                | Divers                     | 153          | 0,21         | 0      |
|                |                            |              |              |        |
| Inscrits       | Inscrits                   | 85 456       | 100,00       | 4      |
| Votants        | Votants                    | 71 751       | 83,96        |        |
| Abstentions    | Abstentions                | 13 705       | 16,04        |        |
| Blancs et nuls | Blancs et nuls             | 569          | 0,79         |        |
| Exprimés       | Exprimés                   | 71 182       | 99,21        |        |

## Résultats par arrondissement

### Arrondissement de Bar-le-Duc
| Candidat       | Candidat            | Parti                    | Premier tour | Premier tour |
| Candidat       | Candidat            | Parti                    | Voix         | %            |
| -------------- | ------------------- | ------------------------ | ------------ | ------------ |
|                | Auguste Grandpierre | Républicain conservateur | 11 104       | 56,09        |
|                | Paul Henry          | Orléaniste               | 8 692        | 43,91        |
|                |                     |                          |              |              |
| Inscrits       | Inscrits            | Inscrits                 | 23 087       | 100,00       |
| Votants        | Votants             | Votants                  | 19 950       | 86,41        |
| Abstention     | Abstention          | Abstention               | 3 137        | 13,59        |
| Blancs et nuls | Blancs et nuls      | Blancs et nuls           | 154          | 0,77         |
| Exprimés       | Exprimés            | Exprimés                 | 19 796       | 99,23        |

### Arrondissement de Commercy
| Candidat       | Candidat        | Parti              | Premier tour | Premier tour |
| Candidat       | Candidat        | Parti              | Voix         | %            |
| -------------- | --------------- | ------------------ | ------------ | ------------ |
|                | Henri Liouville | Républicain modéré | 11 252       | 57,01        |
|                | Joba            | Légitimiste        | 8 484        | 42,99        |
|                |                 |                    |              |              |
| Inscrits       | Inscrits        | Inscrits           | 23 267       | 100,00       |
| Votants        | Votants         | Votants            | 19 924       | 85,63        |
| Abstention     | Abstention      | Abstention         | 3 343        | 14,37        |
| Blancs et nuls | Blancs et nuls  | Blancs et nuls     | 188          | 0,94         |
| Exprimés       | Exprimés        | Exprimés           | 19 736       | 99,06        |

### Arrondissement de Montmédy
| Candidat       | Candidat       | Parti               | Premier tour | Premier tour |
| Candidat       | Candidat       | Parti               | Voix         | %            |
| -------------- | -------------- | ------------------- | ------------ | ------------ |
|                | Eugène Billy   | Républicain radical | 7 673        | 57,80        |
|                | Péchenard      | Orléaniste          | 5 716        | 42,31        |
|                | Divers         | Divers              | 120          | 0,89         |
|                |                |                     |              |              |
| Inscrits       | Inscrits       | Inscrits            | 16 928       | 100,00       |
| Votants        | Votants        | Votants             | 13 659       | 80,69        |
| Abstention     | Abstention     | Abstention          | 3 269        | 19,31        |
| Blancs et nuls | Blancs et nuls | Blancs et nuls      | 150          | 1,10         |
| Exprimés       | Exprimés       | Exprimés            | 13 509       | 98,90        |

### Arrondissement de Verdun
| Candidat       | Candidat              | Parti              | Premier tour | Premier tour |
| Candidat       | Candidat              | Parti              | Voix         | %            |
| -------------- | --------------------- | ------------------ | ------------ | ------------ |
|                | François de Klopstein | Orléaniste         | 11 394       | 62,81        |
|                | Félix De Fallois      | Républicain modéré | 6 714        | 37,01        |
|                | Divers                | Divers             | 33           | 0,18         |
|                |                       |                    |              |              |
| Inscrits       | Inscrits              | Inscrits           | 22 174       | 100,00       |
| Votants        | Votants               | Votants            | 18 218       | 82,16        |
| Abstention     | Abstention            | Abstention         | 3 956        | 17,84        |
| Blancs et nuls | Blancs et nuls        | Blancs et nuls     | 77           | 0,42         |
| Exprimés       | Exprimés              | Exprimés           | 18 141       | 99,58        |